# Brama Dżungarska
Brama Dżungarska (chiń. 阿拉山口; pinyin Ālā Shānkǒu; kaz.: Жетісу қақпасы, Żetysu kakpasy lub Жоңғар қақпасы, Żonggar kakpasy) – przełęcz między Ałatau Dżungarskim a górami Byrlyktau i Majłytau w Kazachstanie, przy granicy z Chinami. Znana ludom koczowniczym jako dogodne przejście pomiędzy Azją Środkową a Kazachstanem.
Brama Dżungarska jest najbardziej wysuniętym na zachód punktem linii kolejowej Urumczi–Alashankou. Po stronie kazachskiej zbudowano trasę szerokotorową (1520 mm), która rozgałęzia się w Aktogaj od linii kolejowej Turkiestan–Syberia i łączy w mieście Dostyk z siecią chińską o rozstawie szyn wynoszącym 1435 mm.